# Lamarkija
Lamarkija  (zlatoklasak; lat. Lamarckia), monotipski rod jednogodišnjeg raslinja iz porodice travovki, dio podtribusa Dactylidinae. 
Jedina vrsta je zlatna lamarkija, raširena od Mediterana do Pakistana, ali je uvezena i po drugim kontinentima.
Rod je dobio ime po Jean Baptiste de Lamarcku, 1744-1829.